# Memento Mori (Depeche Mode)
Memento Mori är Depeche Modes femtonde studioalbum, utgivet den 24 mars 2023. Detta album är gruppens första utan Andrew Fletcher som avled 2022.

## Låtlista
| Nr  | Titel                 | Längd |
| --- | --------------------- | ----- |
| 1.  | My Cosmos Is Mine     |       |
| 2.  | Wagging Tongue        |       |
| 3.  | Ghosts Again          | 3:58  |
| 4.  | Don't Say You Love Me |       |
| 5.  | My Favourite Stranger |       |
| 6.  | Soul with Me          |       |
| 7.  | Caroline's Monkey     |       |
| 8.  | Before We Drown       |       |
| 9.  | People Are Good       |       |
| 10. | Always You            |       |
| 11. | Never Let Me Go       |       |
| 12. | Speak to Me           |       |